# Агентство по оборонным закупкам
Агентство по оборонным закупкам (англ. Defence Procurement Agency, сокращённо DPA) — исполнительное агентство Министерства обороны Соединённого Королевства, ответственное за приобретение материальных средств, оборудования и услуг для британских вооружённых сил. 
Под руководством начальника Управления оборонных закупок Агентство закупало оборудование и услуги из своей штаб-квартиры в Бристоле. 

## История
Агентство по оборонным закупкам было создано 1 апреля 1999 года после объявления в Стратегическом обзоре обороны о создании специализированного агентства, которое должно было стать преемником Управления закупок Министерства обороны. С 1 апреля 2007 года агентство было объединено с Организацией оборонной логистики, образовав новую организацию под названием «Оборонительное оборудование и поддержка».